# Fritz Morf
Fritz Morf (Burgdorf, 1928. január 29. – Burgdorf, 2011. június 30.) svájci labdarúgóhátvéd.
A svájci válogatott tagjaként részt vett az 1962-es labdarúgó-világbajnokságon.